# Asparagus plocamoides
Asparagus plocamoides là một loài thực vật có hoa trong họ Măng tây. Loài này được Webb ex Svent. mô tả khoa học đầu tiên năm 1969.

## Hình ảnh

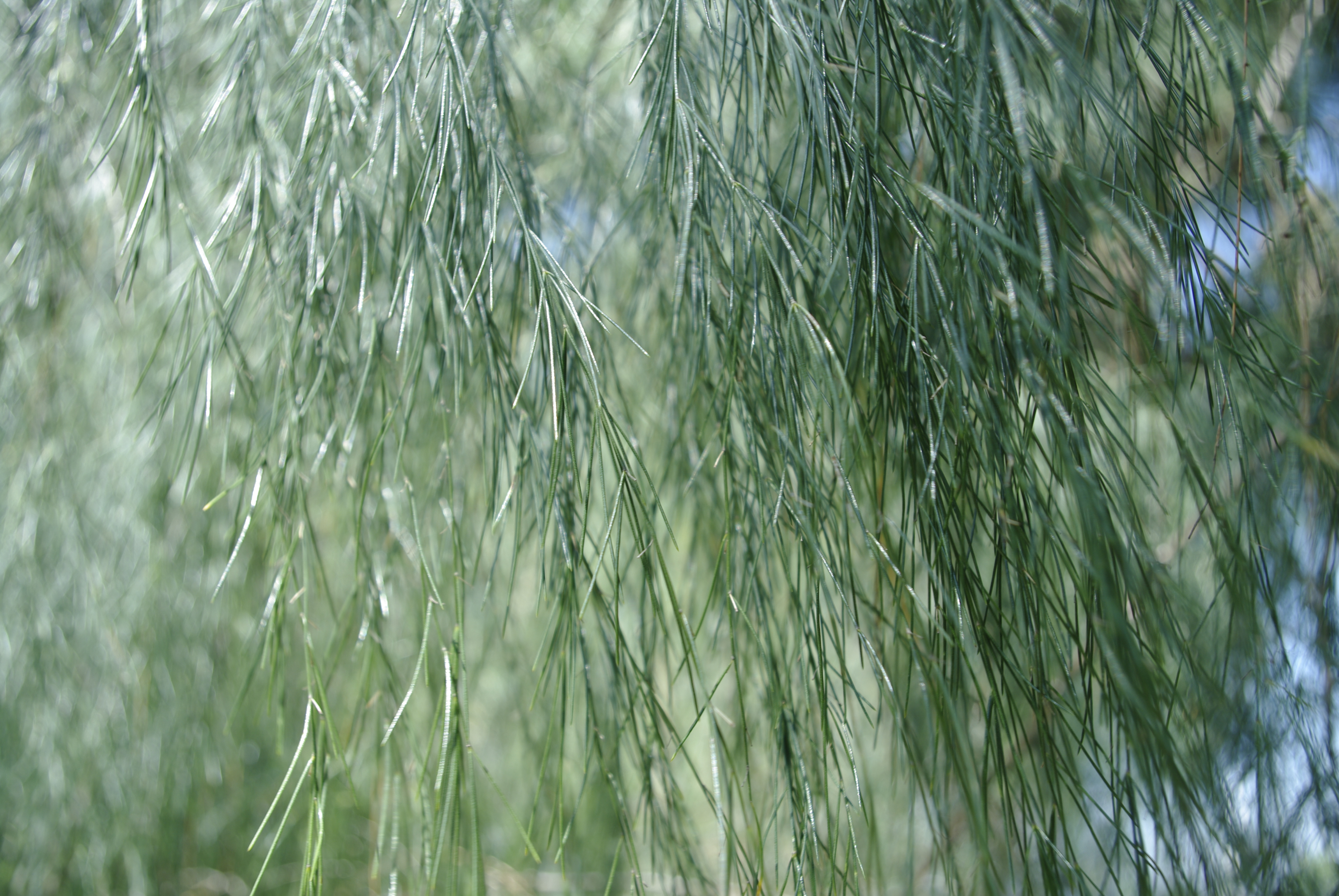
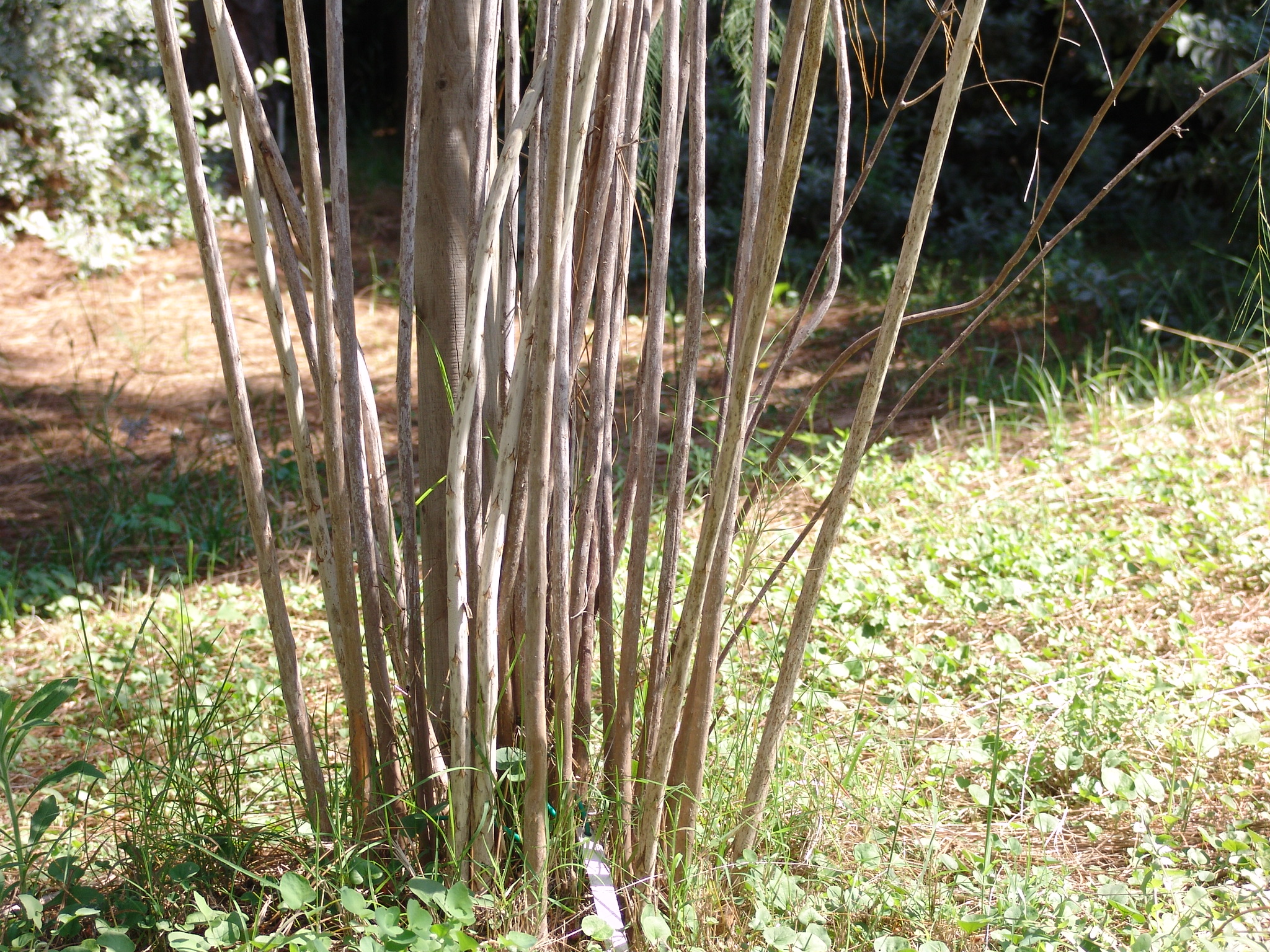
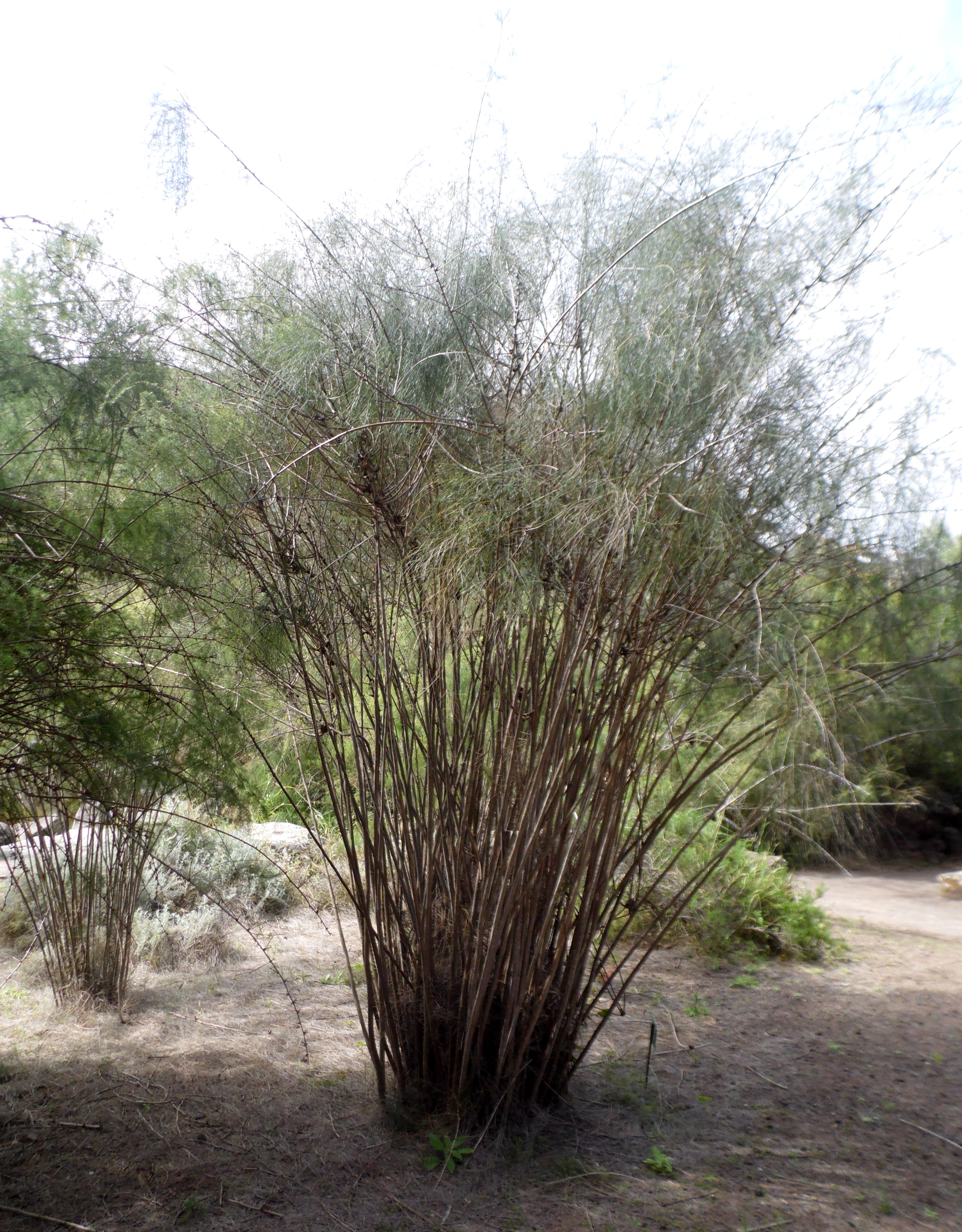